# Parque de Enrique Tierno Galván
El parque de Enrique Tierno Galván es un parque urbano está situado en el sureste de la ciudad de Madrid (España). Con 45 hectáreas, es uno de los de mayor superficie de la ciudad. Fue comenzado a construir en 1985, durante el mandato del alcalde que le da nombre y a quien se le dedicaría tras su fallecimiento, fue inaugurado el 10 de mayo de 1987. Además de una plaza a él dedicada, con una estatua, también acoge en su recinto el planetario de la ciudad, un auditorio al aire libre y el antiguo cine de sistema IMAX (cerrado en septiembre de 2014 y cuyo futuro es incierto).

## Localización

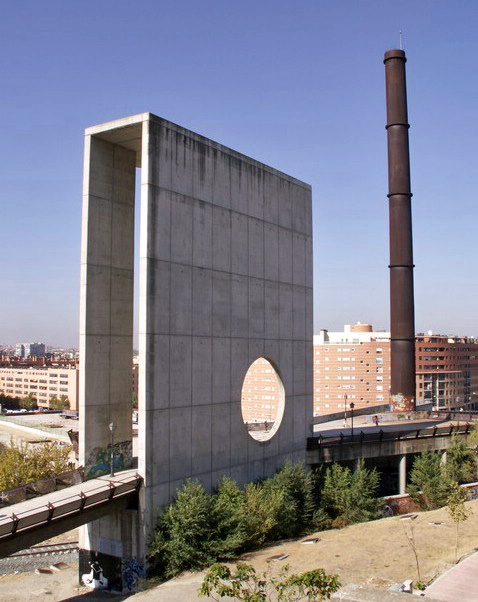
Vista del acceso oeste al parque Tierno Galván desde el Planetario

El parque se encuentra ubicado en el barrio de Legazpi, dentro del distrito madrileño de Arganzuela, entre la antigua estación de ferrocarril de Delicias, actual Museo del Ferrocarril, y la vía de circunvalación M-30. La zona en la que se encuentra enclavado es conocida desde antiguo como el cerro de la Plata, por contraposición a los restos de carbonilla provenientes de los trenes de vapor que salían de las estaciones cercanas, la de Atocha y la citada de Delicias. Desde allí se divisa Vallecas y la zona comercial de Méndez Álvaro.

## Flora y fauna
La vegetación del parque está compuesta por árboles (principalmente coníferas, como cedros del Himalaya, aunque también álamos, enebros y moreras), arbustos, plantas aromáticas (romero, lavanda, espino de fuego, cotonéaster y rosales) y abundantes praderas, disponiendo de cerca de catorce parcelas de césped.
Entre la fauna cabe destacar las abundantes colonias de pájaros que anidan en sus árboles, como cotorras argentinas, pájaros carpinteros, mirlos o currucas capirotadas.

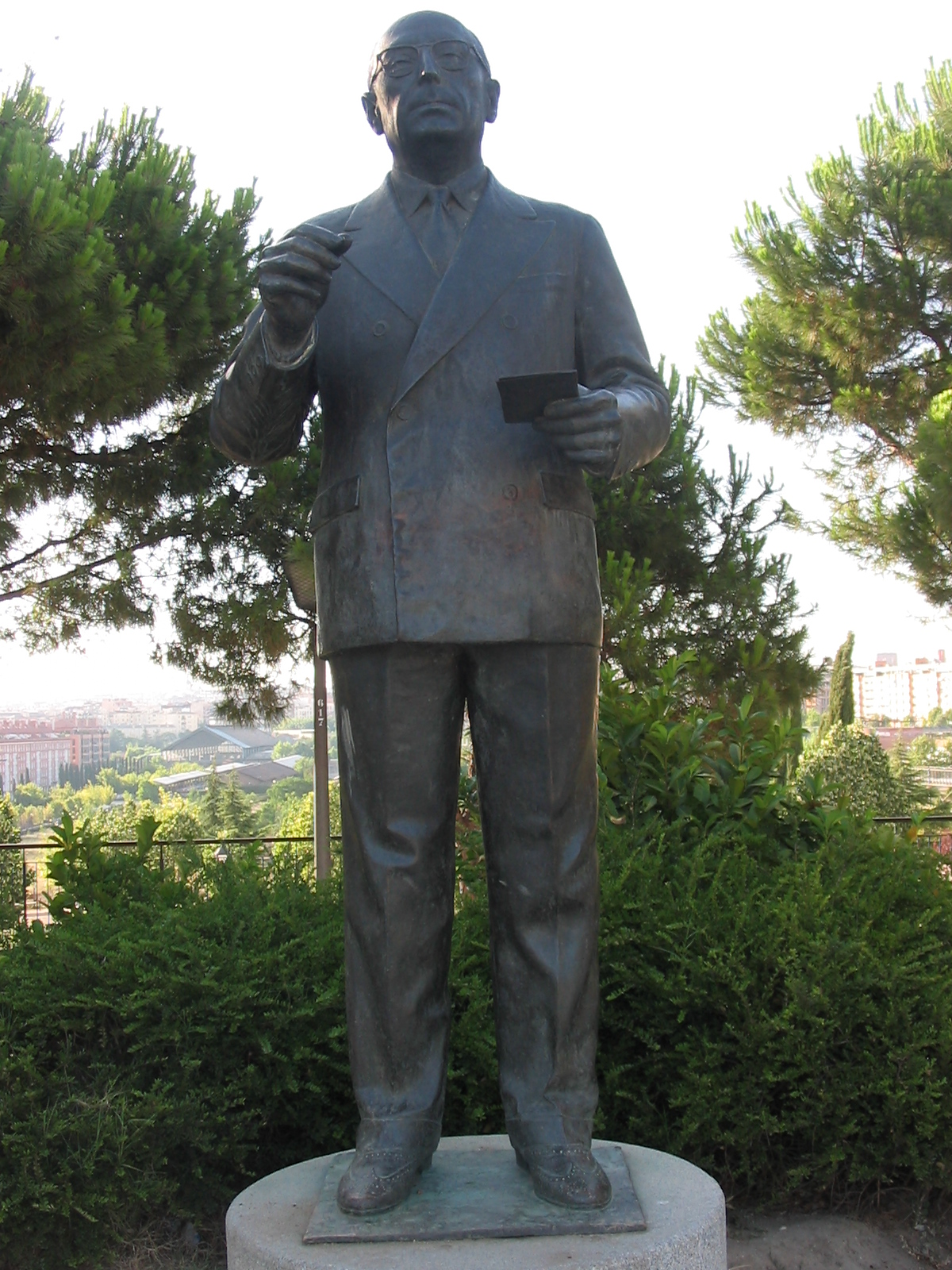
Estatua de Enrique Tierno Galván, en una plaza interior del parque

## Actividades y monumentos
El parque dispone de diversas instalaciones para la práctica de deporte, como un carril bici, canchas de voleibol y numerosos senderos por los que se puede caminar apaciblemente admirando la flora circundante. También dispone de zona de juegos infantiles y un itinerario medioambiental y cuenta con accesos adecuados para discapacitados. Antiguamente disponía de un pequeño campo de minigolf que ha sido sustituido por un parque canino. 

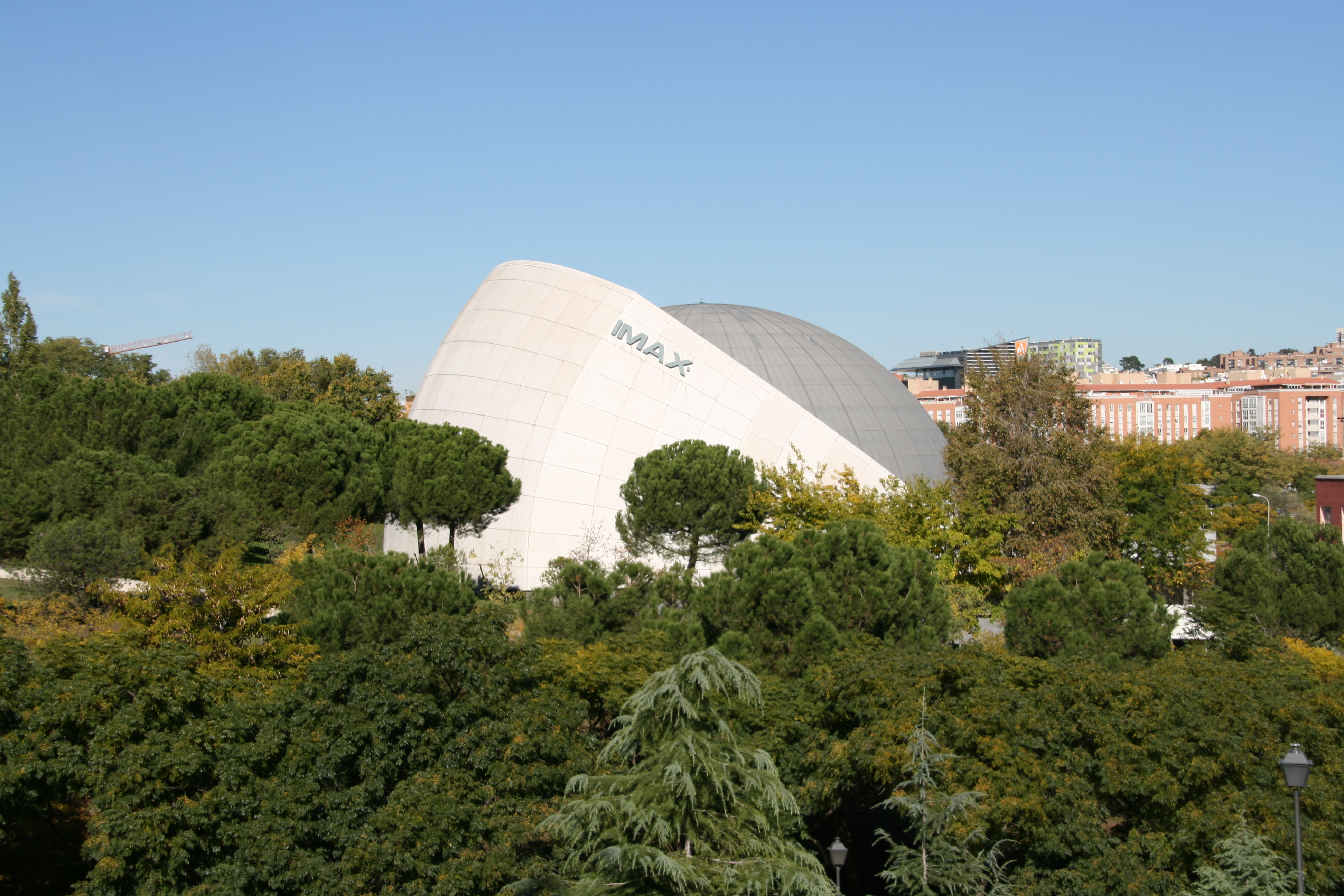
Cine IMAX

En su recinto se encuentra el planetario de Madrid, actualmente en reformas, cuyas cúpulas de color blanco son fácilmente visibles desde lo lejos y forman la principal seña de identidad del parque, junto con el cine IMAX, aunque este último cerró en septiembre de 2014 y el ayuntamiento aún no ha anunciado qué uso tendrá este edificio.
Entre el parque y la zona de Méndez Álvaro se encontraba el museo del campeón español de motociclismo Ángel Nieto, distinguible por tener en su fachada una motocicleta Derbi de color rojo con la inscripción 12+1, número de campeonatos de motociclismo de 50cc y 80cc por él logrados, aunque actualmente está cerrado.

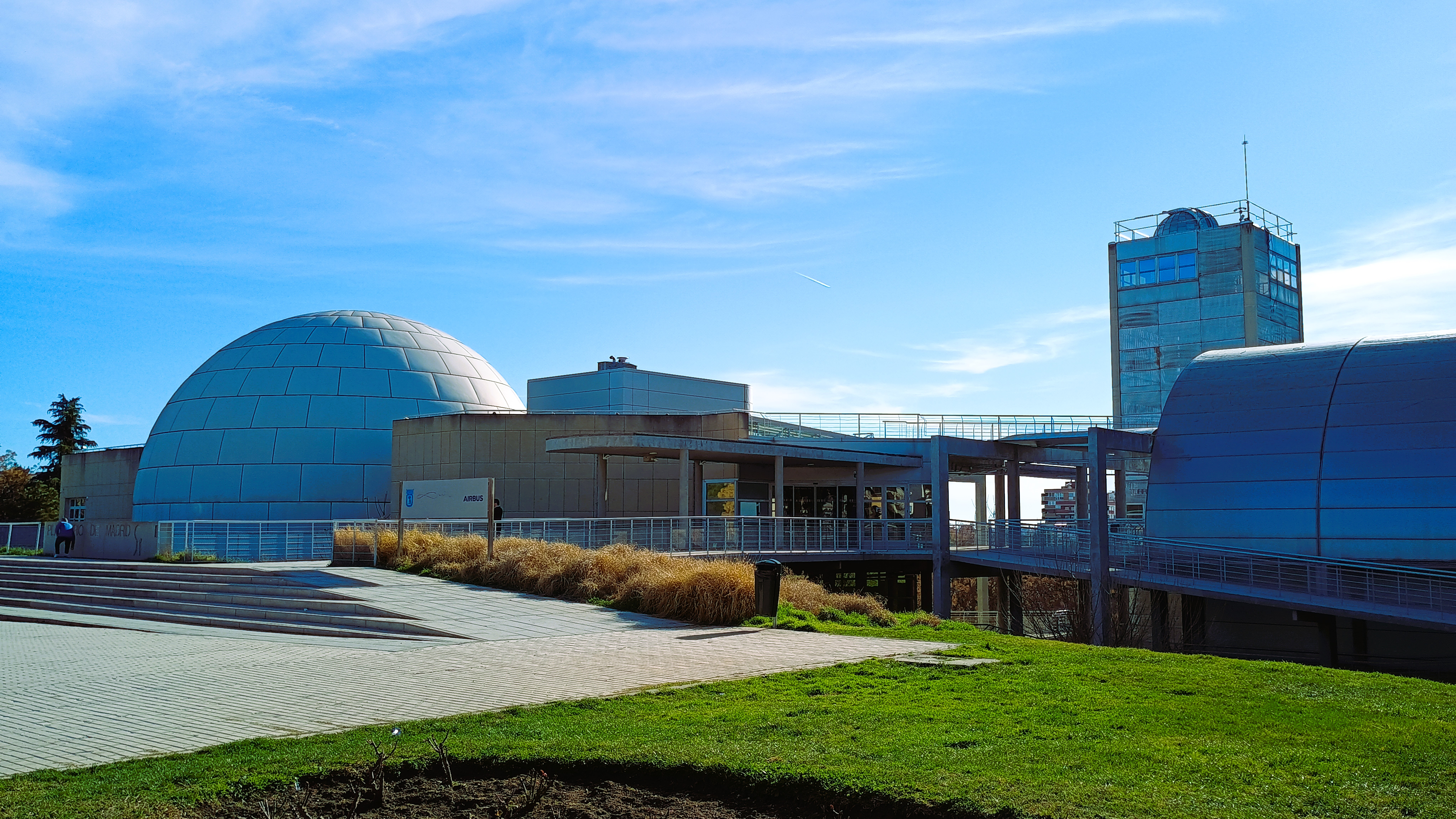
Auditorio Parque Enrique Tierno Galván.

También dispone de un auditorio al aire libre con forma de anfiteatro construido aprovechando una gran depresión en el terreno. En sus gradas construidas en hormigón y cubiertas de césped tiene capacidad para unas 5000 personas. En los veranos de los años 2010 y 2011 se utilizó para cubrir el evento OpenAir. Posteriormente se ha utilizado para otros festivales como Brunch in the park y Tomavistas, así como actos políticos y de otros tipos.
En la zona más oriental del parque, junto a la M-30, hay un conjunto de cuatro estanques artificiales con chorros de agua unidos entre sí por pequeñas cascadas, en el que los aficionados practican modelismo naval.
El monumento Paloma de la Paz, del artista Francisco Barón Molina, se encuentra desde 1988 en la Plaza de La Paz, dentro del Parque.

## Accesos y transporte

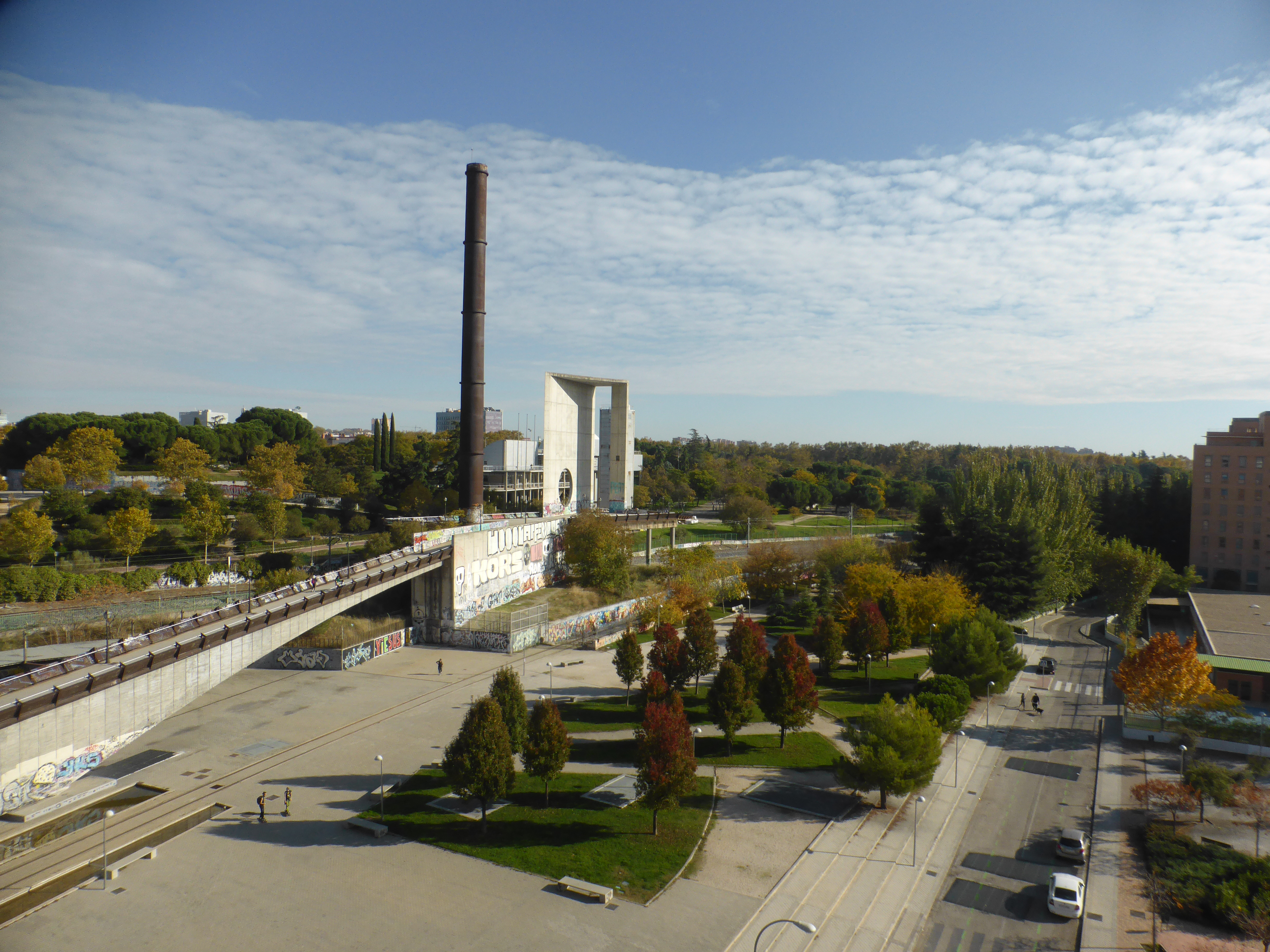
A la izquierda, pasarela peatonal de acceso al Parque Tierno Galván, cerca del Metro Arganzuela-Planetario

- Caminando, el parque es accesible desde el centro de la ciudad en cuarenta y cinco minutos o una hora.

- En metro se puede acceder a él a través de dos estaciones de la línea 6: Méndez Álvaro y Arganzuela-Planetario.

- En tren, mediante el Cercanías Renfe de Madrid, se puede llegar andando desde la estación de Delicias a través del corredor que une está con el parque, o desde la estación de Méndez Álvaro.

- Por carretera es accesible desde la M-30 y desde la A4 entrando por el túnel a la altura de la M-30.

- El transporte de larga distancia tiene dos estaciones importantes cerca: la estación Sur de Autobuses y la estación de tren de Atocha.